# Pyrrhia erubescens
Pyrrhia erubescens là một loài bướm đêm trong họ Noctuidae.